# Paz de Münster
A Paz de Münster foi um tratado entre os Estados Gerais dos Países Baixos da República das Sete Províncias Unidas dos Países Baixos e o Império Espanhol, cujos termos foram acordados em 30 de janeiro de 1648. O tratado foi negociado em paralelo com a Paz de Vestfália mas não faz parte dela. Foi um evento chave na história holandesa, marcando o reconhecimento formal da República Holandesa independente e o fim da Guerra dos Oitenta Anos.

## Negociações

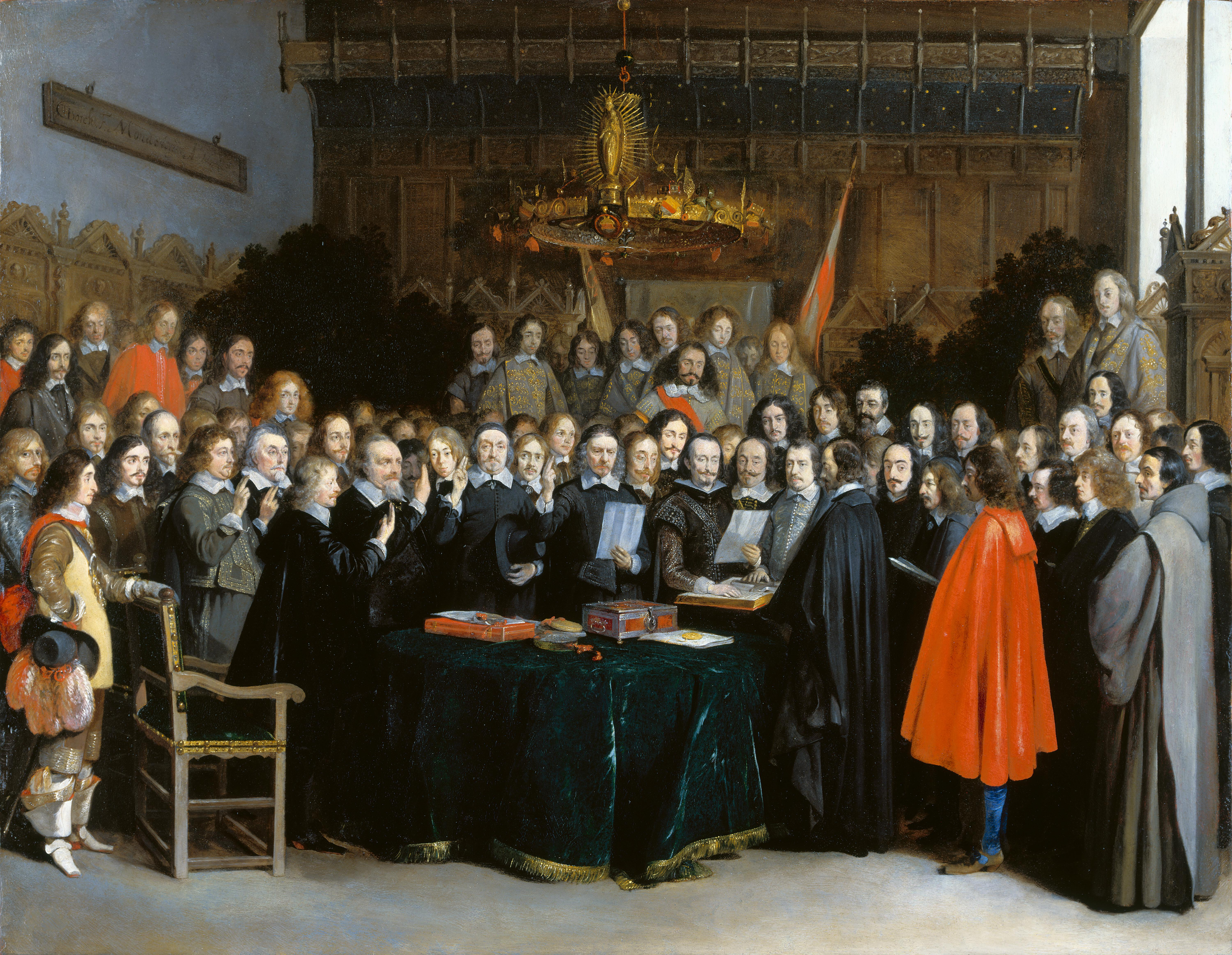
O Juramento de Ratificação do Tratado de Münster em 1648 por Gerard ter Borch.

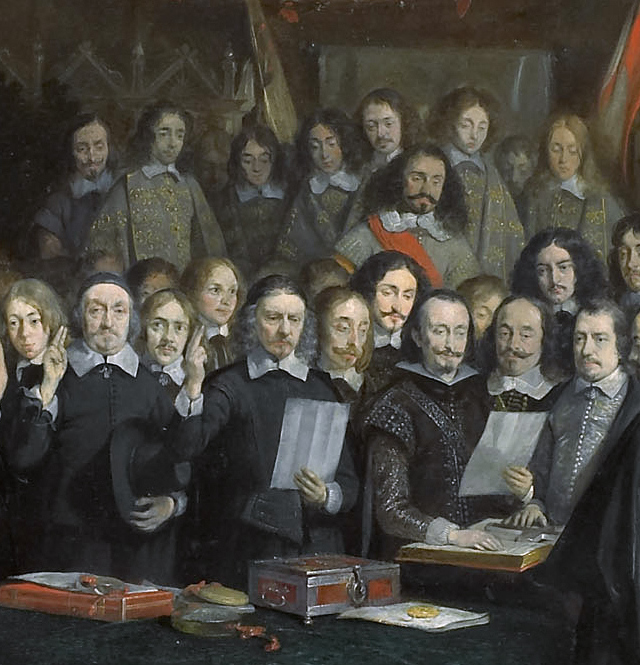
Detalhe da Paz de Vestfália em Münster (Gerard Terborch 1648).

As negociações começaram em 1641 na cidade de Münster, na atual Alemanha. Com o início das conversas de paz hispano-holandesas, o comércio holandês com o Levante e a Península Ibérica começou a florescer. Os mercadores holandeses, beneficiando-se tanto da disponibilidade de transporte marítimo relativamente barato como da cessação das hostilidades, logo dominaram os mercados que haviam sido anteriormente dominados pelos comerciantes ingleses. Os mercadores holandeses também se beneficiariam com as convulsões estrangeiras da Guerra Civil Inglesa e ganhariam com o comércio inglês em suas colônias americanas.
Embora a Espanha não tenha reconhecido a República Holandesa, concordou que os Estados Gerais dos Países Baixos eram "soberanos" e podiam participar nas conversações de paz. Isso foi resultado da imensa pressão política de todo o Clã Bicker-De Graeff. Seus líderes Andries e Cornelis Bicker, Cornelis e Andries de Graeff, de Amsterdã, bem como Jacob de Witt, de Dordrecht pressionaram veementemente por essa paz. Em janeiro de 1646, oito representantes holandeses chegaram a Münster para iniciar negociações. Incluíam dois delegados da Holanda com um de cada uma das outras seis províncias. Os enviados espanhóis foram Gaspar de Bracamonte, 3º Conde de Peñaranda e Antoine Brun, que receberam grande autoridade do rei espanhol Filipe IV, pois ele vinha pedindo paz há anos.

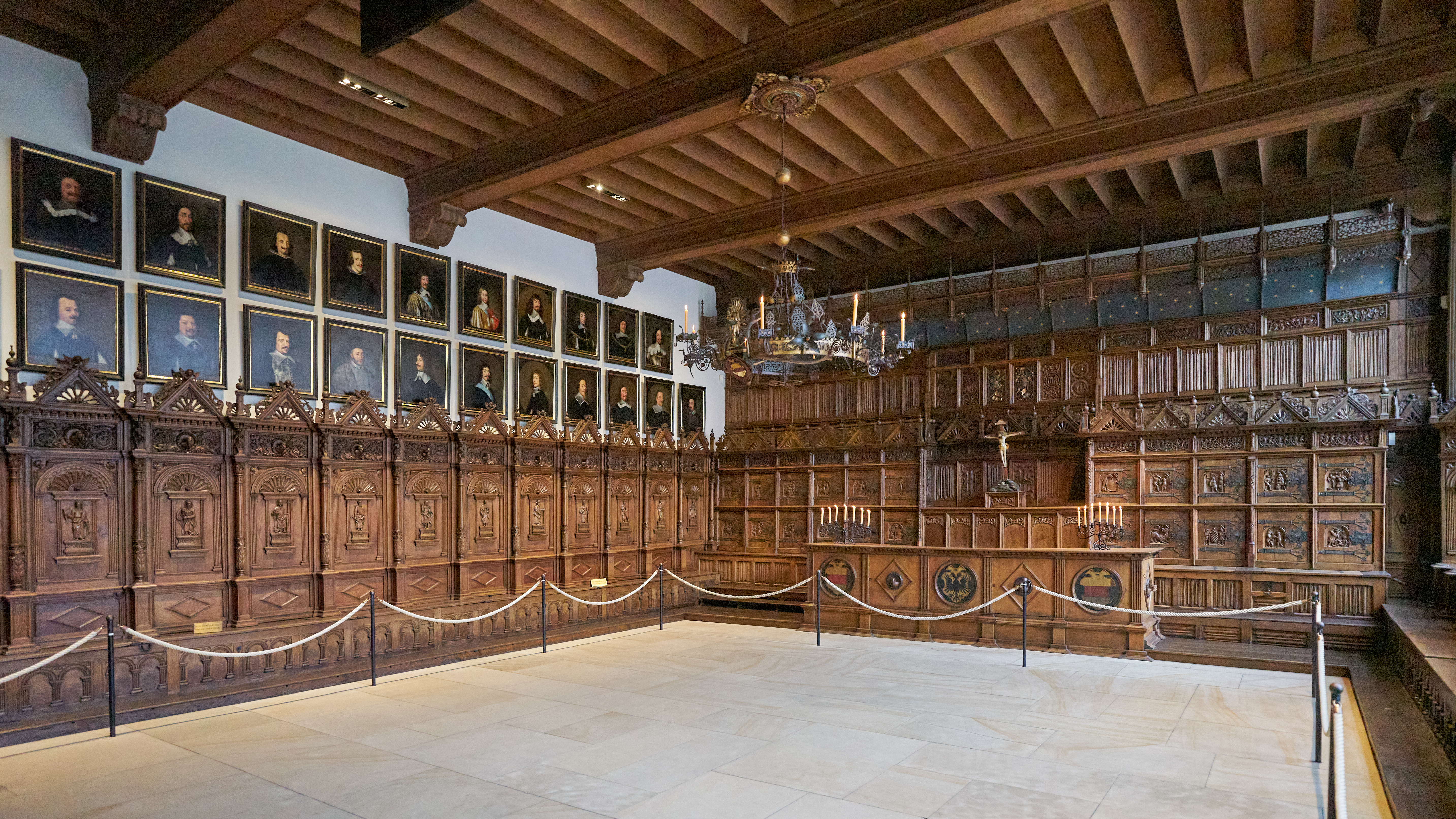
Salão da Paz em Münster.

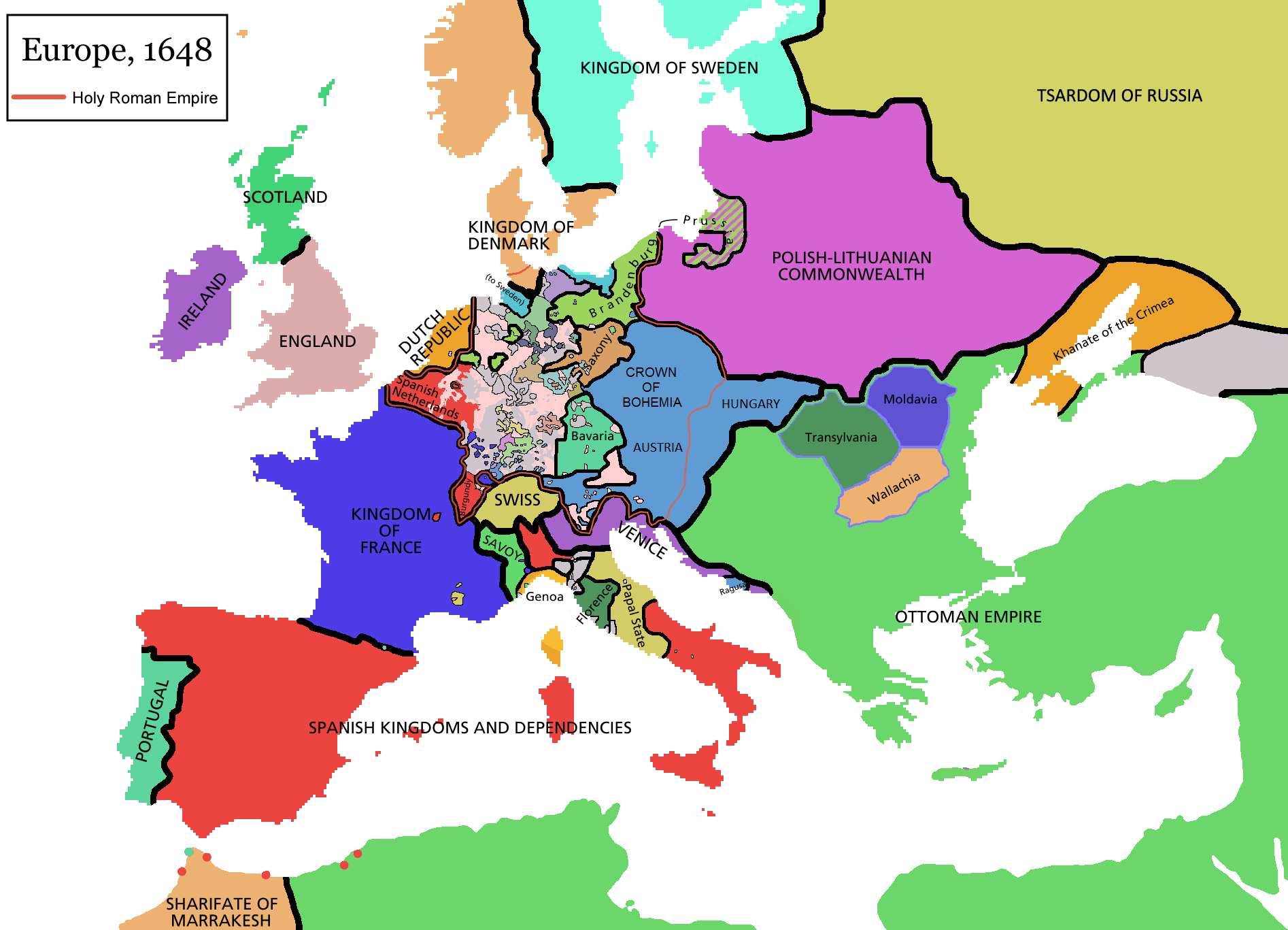
Europa após a Paz de Vestfália em 1648.

Em 30 de janeiro de 1646, Adriaan Pauw e Johan de Knuyt, representando a Holanda e a Zelândia, chegaram a um armistício de vinte anos e ao reconhecimento da soberania. Em 8 de janeiro de 1647, um acordo de paz provisório foi alcançado, reconhecendo o status quo nas Índias Orientais e Ocidentais, bem como as patentes da Companhia Holandesa das Índias Orientais e da Companhia Holandesa das Índias Ocidentais. Em março de 1647, Frederico Henrique, Príncipe de Orange morreu. Bicker, Adriaan Pauw e o círculo de poder interno dos Estados da Holanda defenderam uma redução drástica nas forças holandesas. Em julho de 1647, o governo espanhol fez uma proposta destinada a tornar Amsterdã o mercado básico para a prata espanhola. Em outubro, os Estados Gerais decidiram autorizar os almirantados a emitir passaportes para a exportação de prata importada de Espanha. Andries Bicker esteve envolvido na solicitação. Ele forneceu navios para transportar prata espanhola de Cádiz para os Países Baixos Espanhóis. 
Os Estados Gerais enviaram oito delegados de várias províncias, pois nenhum confiava nos outros para representá-los adequadamente. Eles eram Willem Ripperda (Overijssel), Frans van Donia (Frísia), Adriaen Clant tot Stedum (Groningen), Adriaan Pauw e Jan van Mathenesse (Holanda), Barthold van Gent (Gelderland), Johan de Knuyt (Zeelândia) e Godert van Reede (Utrecht). As negociações foram realizadas no que hoje é a Casa dos Países Baixos em Münster.

### Resultado

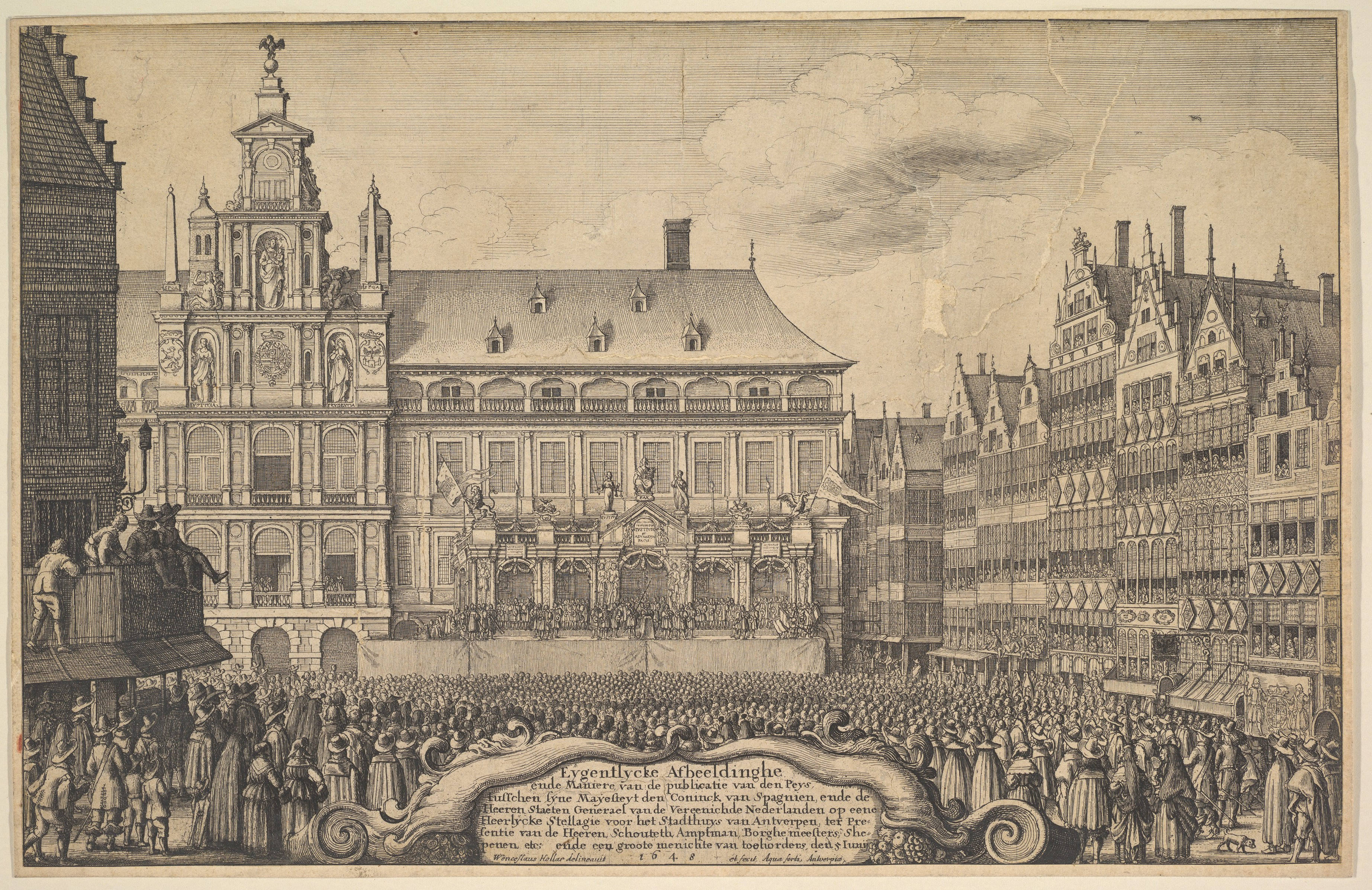
Proclamação do Tratado de Münster por Václav Hollar

Em 30 de janeiro de 1648, as partes chegaram a acordo e o texto foi enviado para Haia e Madrid para aprovação. Como consequência imediata da assinatura do tratado, no dia 4 de fevereiro os embaixadores de ambos os países concordaram em assinar um ponto específico sobre a navegação e o comércio entre os dois estados, as suas colônias e domínios.
O tratado foi ratificado pelo rei Filipe IV em Madrid em 1 de março, e pela Assembleia dos Estados Gerais em Haia em 18 de abril, sendo publicado solenemente e anunciado na Câmara Municipal de Münster no dia 15 de maio de 1648. O delegado da Zelândia recusou-se a comparecer, e o delegado de Utrecht sofreu uma possível doença diplomática. Os Estados Gerais aprovaram o Tratado por pouco em 5 de junho de 1648.
O texto foi adotado em quatro exemplares, dois em francês e dois em holandês. O delegado de Utrecht, Nederhorst, inicialmente recusou-se a colocar a sua assinatura e selo, mas depois de ser forçado a fazê-lo pela sua província, colocou-os em 30 de abril (embora já não coubessem perfeitamente no documento). Em 15 de maio de 1648, a paz foi definitivamente assinada e ratificada solenemente com juramento pelos enviados holandeses e espanhóis, enquanto uma enorme multidão assistia aos acontecimentos do lado de fora.
Embora tenha alcançado a independência, houve uma oposição considerável ao Tratado dentro dos Estados Gerais, uma vez que se permitiu à Espanha reter as Províncias do Sul e foi concedida tolerância religiosa para os católicos. O apoio da poderosa província da Holanda significou que foi aprovado por uma margem estreita, mas essas diferenças resultaram em conflito político.

## Conteúdo

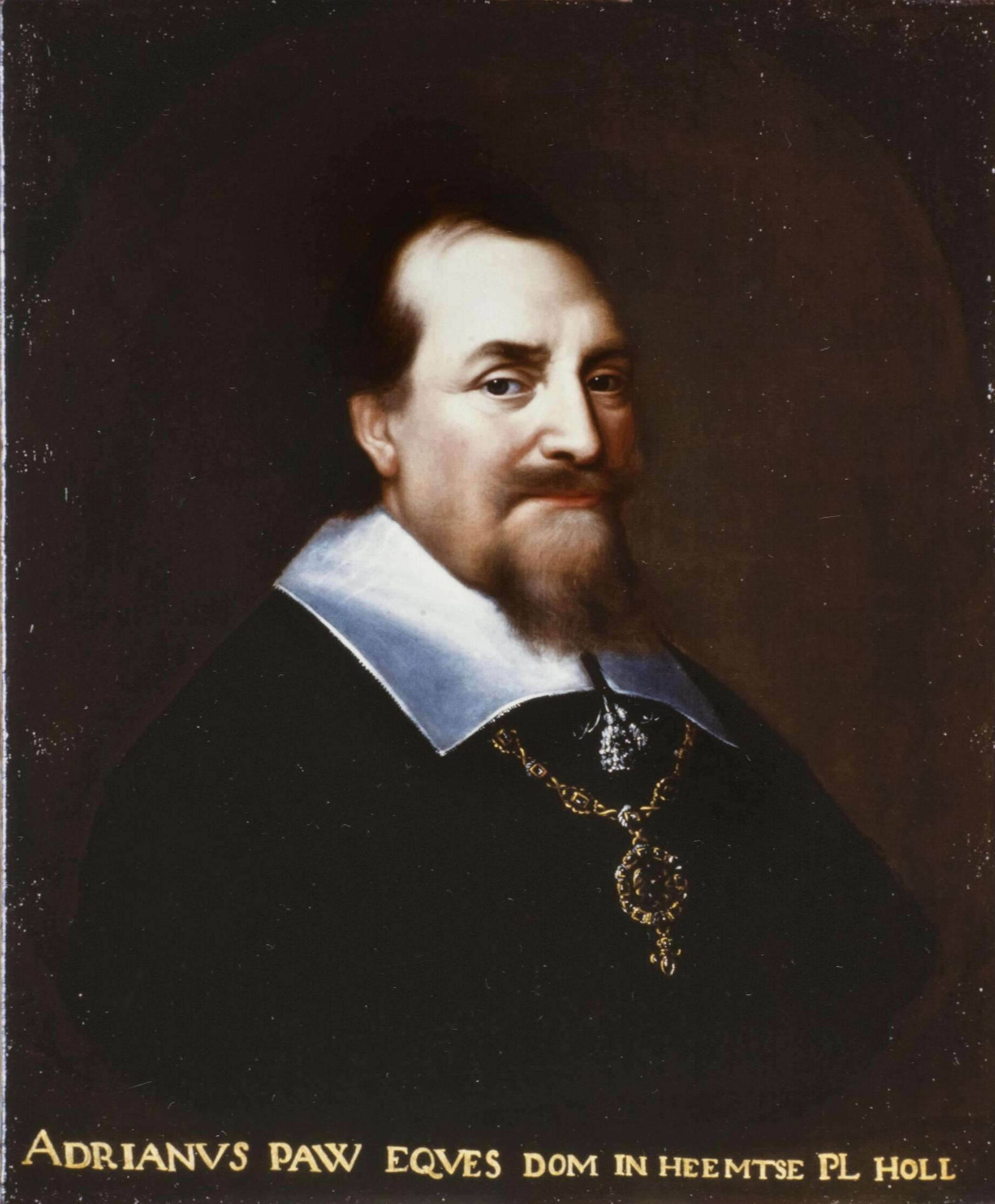
Adriaan Pauw (1585-1653)

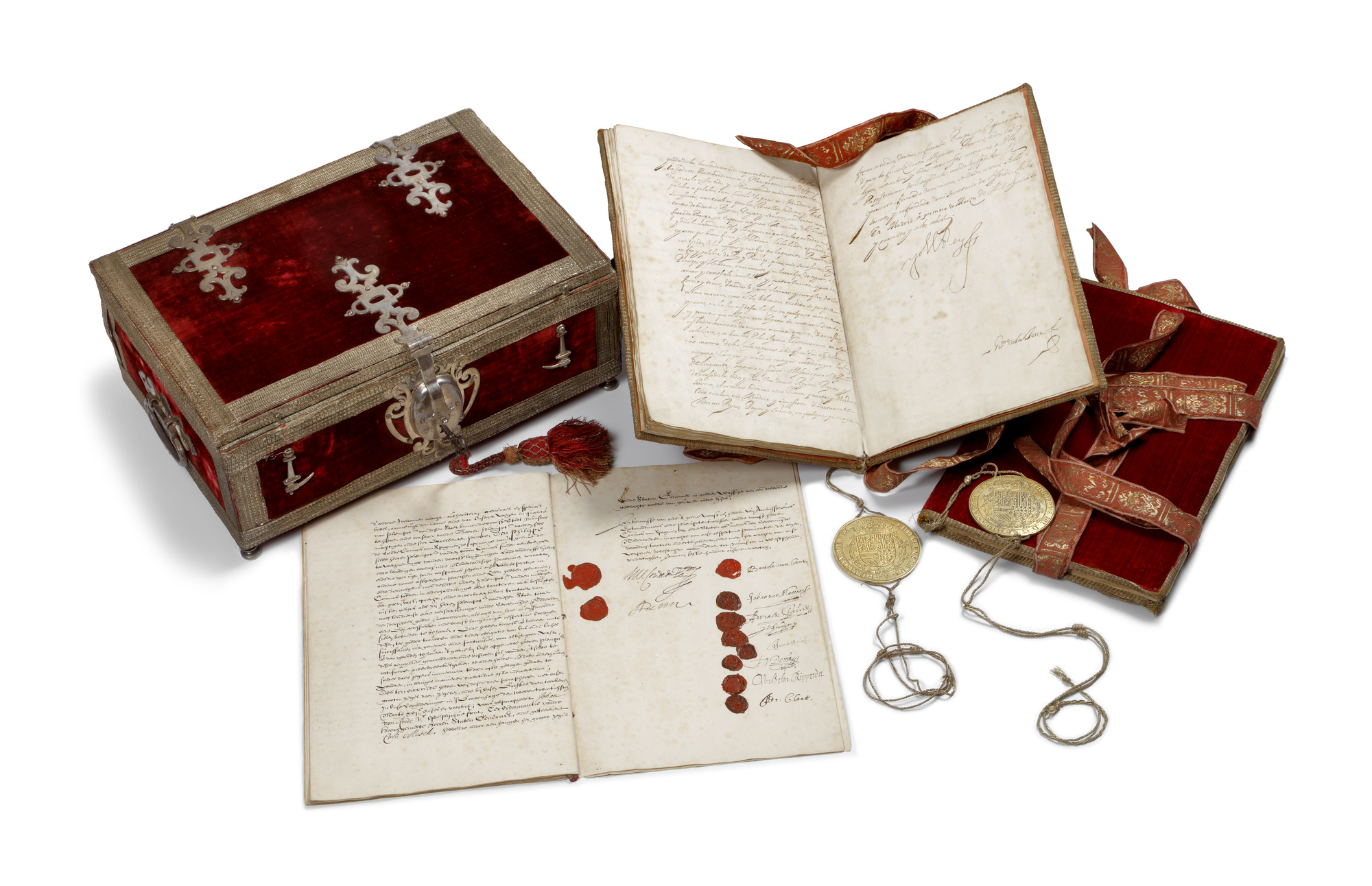
Arquivos do tratado de paz de Münster com as assinaturas e selos pessoais dos negociadores, no Arquivo Nacional dos Países Baixos em Haia. O tratado tem cerca de quarenta páginas no total.

Durante as negociações de paz, os negociadores representando a República e a Espanha chegaram a um acordo relativamente rápido. O texto da Trégua dos Doze Anos foi tomado como base, o que tornou muito mais fácil a formulação do tratado de paz, porque muitos artigos poderiam ser copiados sem muitas alterações. Se compararmos os textos da Trégua dos Doze Anos de 1609 com os Paz de Münster de 1648, há muitos artigos que se correspondem total ou parcialmente.
Os Estados Gerais da República Holandesa foram formalmente reconhecidos pela Espanha como uma entidade soberana. Essa importante concessão foi, portanto, o primeiro ponto. A Espanha deixou de considerar os habitantes da República como súditos espanhóis rebeldes (o que acontecia há quase um século). A paz parecia próxima. A França, com a qual a República tinha concordado em chegar a um tratado conjunto com a Espanha, criou um clima de tensão ao apresentar constantemente novas exigências. Os Estados decidiram então concluir uma paz separada com a Espanha sem a França.

### Cópias
Na Holanda, o Arquivo Nacional em Haia mantém duas cópias da Paz de Münster, uma em língua holandesa   e uma versão francófona. Ambas as versões são fornecidas pelo lado espanhol com ratificações em francês, ambas assinadas pelo rei Filipe IV - uma em espanhol com Yo el Rey ("Eu o Rei"), o outra em francês com Philippe ("Filipe") - e ambas com seu selo em ouro maciço. Elas estão em exibição na sala de exposição do arquivo. O Arquivo Geral de Simancas, na Espanha, preserva a outra cópia em língua holandesa e a outra cópia em língua francesa.

## Links externos
- Scans from the National Archives (The Hague) of the Dutch-language version (12588.55B) of the Peace of Münster
- Scans from the National Archives (The Hague) of the French-language version (12588.55C) of the Peace of Münster
- Printed Latin and German translations of the original text of the Peace of Münster (30 January 1648)
- Tratado de Münster (1648) en español – Modern Spanish version